# Sakhorn Khanthasit
Sakhorn Khanthasit (* 10. Dezember 1971 in Loei) ist eine thailändische Rollstuhltennisspielerin.

## Karriere
Sakhorn startet in der Klasse der Paraplegiker.
Sie nahm an bislang drei Paralympischen Spielen teil. 2000 schied sie in Sydney im Einzel in der zweiten und im Doppel in der ersten Runde aus. Weitaus erfolgreicher war sie 2004 in Athen, als sie im Einzel das Viertelfinale erreichte und im Doppel die Silbermedaille gewann. Im Einzel verlor sie ihre Viertelfinalpartie gegen Esther Vergeer in zwei Sätzen. Gemeinsam mit Chanungarn Techamaneewat zog sie ohne Satzverlust ins Endspiel ein, das sie gegen Esther Vergeer und Maaike Smit mit 0:6, 4:6 verloren. Ihnen gelang damit der erste paralympische Medaillengewinn für Thailand im Rollstuhltennis. 2012 in London trat sie nochmals bei den Spielen an. Erneut erreichte das Viertelfinale im Einzel und verlor dieses wiederholt gegen Esther Vergeer in zwei Sätzen. Mit Chanungarn Techamaneewat verlor sie im Halbfinale des Doppelwettbewerbs gegen Marjolein Buis und Esther Vergeer, auch im anschließenden Spiel um Bronze gegen Lucy Shuker und Jordanne Whiley hatten sie das Nachsehen.
Bei den Para-Asienspielen gewann sie sowohl 2010 als auch 2014 im Einzel- und im Doppelwettbewerb jeweils die Goldmedaille. 2010 war ihre Doppelpartnerin Chanungarn Techamaneewat, 2014 Wanitha Inthanin.
In der Weltrangliste erreichte sie ihre besten Platzierungen mit Rang sechs im Einzel am 2. Februar 2004 sowie ebenfalls mit Rang neun im Doppel am 24. Mai 2004.